# Mistrzostwa Europy w Koszykówce Mężczyzn 2013 (eliminacje)/Grupa B

## Tabela
| Poz. | Reprezentacja | Pkt | Mecze | Mecze | Mecze | Punkty | Punkty | Punkty |                             |
| Poz. | Reprezentacja | Pkt | M     | Z     | P     | zdob.  | str.   | bilans | bilans bezpośrednich meczów |
| ---- | ------------- | --- | ----- | ----- | ----- | ------ | ------ | ------ | --------------------------- |
| 1    | Niemcy        | 16  | 8     | 8     | 0     | 695    | 547    | +148   |                             |
| 2    | Szwecja       | 12  | 8     | 4     | 4     | 678    | 624    | +54    | 2-2 (+20)                   |
| 3    | Bułgaria      | 12  | 8     | 4     | 4     | 669    | 647    | +22    | 2-2 (-9)                    |
| 4    | Azerbejdżan   | 12  | 8     | 4     | 4     | 658    | 660    | -2     | 2-2 (-11)                   |
| 5    | Luksemburg    | 8   | 8     | 0     | 8     | 580    | 802    | -222   |                             |

## Wyniki spotkań
Godziny rozpoczęcia spotkań to godziny czasu lokalnego
| 15 sierpnia 201217:00 | Luksemburg                                              | 78:101(17:31, 24:28, 25:27, 12:15) | Azerbejdżan                                                      | Centre National Sportif & Culturel d'Coque, Luksemburg Widzów: 500 Sędzia: Joseph Bissang (FRA), Bert Van Slooten (NED), Christoph Rohacky (AUT) |
| 15 sierpnia 201217:00 | Pkt:Samy Picard 28 Zb:Samy Picard 6 As:Tom Schumacher 3 | 78:101(17:31, 24:28, 25:27, 12:15) | Pkt:Zaur Pashayev 21 Zb:Aleksandr Rindin 10 As:Fuad Niftaliyev 4 | Centre National Sportif & Culturel d'Coque, Luksemburg Widzów: 500 Sędzia: Joseph Bissang (FRA), Bert Van Slooten (NED), Christoph Rohacky (AUT) |

| 15 sierpnia 201218:00 | Bułgaria                                                      | 78:71(21:19, 23:21, 16:17, 18:16) | Szwecja                                                                         | Universiada Hall, Sofia Widzów: 1000 Sędzia: Seffi Shemmesh (ISR), Zafer Yilmaz (TUR), Ilya Putenko (RUS) |
| 15 sierpnia 201218:00 | Pkt:Chavdar Kostov 13 Zb:Hristo Nikolov 10 As:Filip Videnov 5 | 78:71(21:19, 23:21, 16:17, 18:16) | Pkt:Jonas Jerebko 26 Zb:Christian Maraker, Joakim Kjellbom 6 As:Jonas Jarebko 6 | Universiada Hall, Sofia Widzów: 1000 Sędzia: Seffi Shemmesh (ISR), Zafer Yilmaz (TUR), Ilya Putenko (RUS) |

| 18 sierpnia 201219:00 | Niemcy                                                                      | 101:53(25:10, 20:17, 25:22, 31:4) | Luksemburg                                                       | ENERVIE Arena im Sportpark Ischeland, Hagen Widzów: 2566 Sędzia: Panagiotis Anastopoulos (GRE), Tamas Földhazi (HUN), Semen Ovinov (RUS) |
| 18 sierpnia 201219:00 | Pkt:Robin Benzing 17 Zb:Maik Zirbes, Tibor Pleiss 8 As:Heiko Schaffartzik 4 | 101:53(25:10, 20:17, 25:22, 31:4) | Pkt:Christopher Jones 19 Zb:Tom Schumacher 6 As:Tom Schumacher 2 | ENERVIE Arena im Sportpark Ischeland, Hagen Widzów: 2566 Sędzia: Panagiotis Anastopoulos (GRE), Tamas Földhazi (HUN), Semen Ovinov (RUS) |

| 18 sierpnia 201220:00 | Azerbejdżan                                                  | 88:73(26:14, 27:17, 23:21, 12:21) | Bułgaria                                                                       | "Serhedchi" Sport Olympic Centre, Baku Widzów: 2000 Sędzia: Igor Dragojevic (MNE), Rüstü Nuran (TUR), Sergey Krug (RUS) |
| 18 sierpnia 201220:00 | Pkt:Charles Davis 30 Zb:Orhan Haciyeva 15 As:Zaur Pashayev 6 | 88:73(26:14, 27:17, 23:21, 12:21) | Pkt:Bozhidar Avramov 16 Zb:Filip Videnov, Chavdar Kostov 5 As:Chavdar Kostov 3 | "Serhedchi" Sport Olympic Centre, Baku Widzów: 2000 Sędzia: Igor Dragojevic (MNE), Rüstü Nuran (TUR), Sergey Krug (RUS) |

| 21 sierpnia 201218:00 | Bułgaria                                                        | 70:82(14:22, 14:19, 22:17, 20:24) | Niemcy                                                                    | Universiada Hall, Sofia Widzów: 2500 Sędzia: Emin Mogulkoc (TUR), Oscar Perea (ESP), Saso Petek (SLO) |
| 21 sierpnia 201218:00 | Pkt:Cedric Simmons 21 Zb:Cedric Simmons 9 As:Bozhidar Avramov 5 | 70:82(14:22, 14:19, 22:17, 20:24) | Pkt:Jan-Hendrik Jagla 19 Zb:Jan-Hendrik Jagla 10 As:Heiko Schaffartzik 10 | Universiada Hall, Sofia Widzów: 2500 Sędzia: Emin Mogulkoc (TUR), Oscar Perea (ESP), Saso Petek (SLO) |

| 21 sierpnia 201219:00 | Szwecja                                                          | 96:79(15:25, 26:17, 25:18, 30:19) | Azerbejdżan                                                   | Boräshallen, Borås Widzów: 2623 Sędzia: Petri Mäntylä (FIN), Dariusz Lenczowski (POL), Sigmundur Herbertsson (ISL) |
| 21 sierpnia 201219:00 | Pkt:Christian Maraker 19 Zb:Joakim Kjellbom 14 As:Kenny Grant 10 | 96:79(15:25, 26:17, 25:18, 30:19) | Pkt:Jaycee Carroll 27 Zb:Orhan Haciyeva 17 As:Zaur Pashayev 4 | Boräshallen, Borås Widzów: 2623 Sędzia: Petri Mäntylä (FIN), Dariusz Lenczowski (POL), Sigmundur Herbertsson (ISL) |

| 24 sierpnia 201219:30 | Luksemburg                                                    | 68:94(18:22, 18:27, 12:20, 20:25) | Bułgaria                                                     | Centre National Sportif & Culturel d'Coque, Luksemburg Widzów: 250 Sędzia: Sérgio Silva (POR), Mathieu Bayot (BEL), Gavin Williams (WAL) |
| 24 sierpnia 201219:30 | Pkt:Tom Schumacher 22 Zb:Tom Schumacher 4 As:Tom Schumacher 4 | 68:94(18:22, 18:27, 12:20, 20:25) | Pkt:Filip Videnov 19 Zb:Cedric Simmons 10 As:Filip Videnov 6 | Centre National Sportif & Culturel d'Coque, Luksemburg Widzów: 250 Sędzia: Sérgio Silva (POR), Mathieu Bayot (BEL), Gavin Williams (WAL) |

| 24 sierpnia 201220:15 | Niemcy                                                                                                | 81:66(19:17, 26:11, 21:14, 15:24) | Szwecja                                                      | Ratiopharm Arena, Ulm Widzów: 6000 Sędzia: Miguel Perez Perez (ESP), Paolo Taurino (ITA), Nick Van den Broeck (BEL) |
| 24 sierpnia 201220:15 | Pkt:Heiko Schaffartzik, Robin Benzing 15 Zb:Tibor Pleiss, Jan-Hendrik Jagla 6 As:Heiko Schaffartzik 5 | 81:66(19:17, 26:11, 21:14, 15:24) | Pkt:Jonas Jarebko 22 Zb:Christian Maraker 8 As:Kenny Grant 5 | Ratiopharm Arena, Ulm Widzów: 6000 Sędzia: Miguel Perez Perez (ESP), Paolo Taurino (ITA), Nick Van den Broeck (BEL) |

| 27 sierpnia 201219:00 | Szwecja                                               | 111:74(27:13, 28:24, 31:16, 25:21) | Luksemburg                                                  | Stadium Arena, Norrköping Widzów: 1198 Sędzia: Aare Halliko (EST), Aliaksandr Syrytsa (BLR), Henri Hilke (FIN) |
| 27 sierpnia 201219:00 | Pkt:Anton Saks 16 Zb:Jonas Jerebko 9 As:Kenny Grant 8 | 111:74(27:13, 28:24, 31:16, 25:21) | Pkt:Christopher Jones 17 Zb:Pablo Genevo 5 As:Samy Picard 3 | Stadium Arena, Norrköping Widzów: 1198 Sędzia: Aare Halliko (EST), Aliaksandr Syrytsa (BLR), Henri Hilke (FIN) |

| 27 sierpnia 201220:00 | Azerbejdżan                                                   | 68:85(15:17, 19:26, 16:16, 18:26) | Niemcy                                                      | "Serhedchi" Sport Olympic Centre, Baku Widzów: 2000 Sędzia: Elias Koromilas (GRE), Sergiy Chebyshev (UKR), Alexey Davydov (RUS) |
| 27 sierpnia 201220:00 | Pkt:Charles Davis 31 Zb:Aleksandr Rindin 7 As:Charles Davis 4 | 68:85(15:17, 19:26, 16:16, 18:26) | Pkt:Lucca Staiger 18 Zb:Robin Benzing 13 As:Robin Benzing 3 | "Serhedchi" Sport Olympic Centre, Baku Widzów: 2000 Sędzia: Elias Koromilas (GRE), Sergiy Chebyshev (UKR), Alexey Davydov (RUS) |

| 30 sierpnia 201219:00 | Szwecja                                                | 85:71(23:19, 26:20, 13:21, 23:11) | Bułgaria                                                       | Stadium Arena, Norrköping Widzów: 2222 Sędzia: Carl Jungebrand (FIBA), Sergey Mikhaylov (RUS), Oskars Lucis (LAT) |
| 30 sierpnia 201219:00 | Pkt:Kenny Grant 19 Zb:Erik Rush 7 As:Thomas Massamba 6 | 85:71(23:19, 26:20, 13:21, 23:11) | Pkt:Chavdar Kostov 8 Zb:Cedric Simmons 8 As:Bozhidar Avramov 5 | Stadium Arena, Norrköping Widzów: 2222 Sędzia: Carl Jungebrand (FIBA), Sergey Mikhaylov (RUS), Oskars Lucis (LAT) |

| 30 sierpnia 201220:00 | Azerbejdżan                                                   | 95:77(16:13, 30:23, 22:22, 27:19) | Luksemburg                                                                    | "Serhedchi" Sport Olympic Centre, Baku Widzów: 2000 Sędzia: Engin Kennerman (TUR), Igor Demenkov (RUS), Sergii Tyslenko (UKR) |
| 30 sierpnia 201220:00 | Pkt:Jaycee Carroll 26 Zb:Ohran Haciyeva 21 As:Zaur Pashayev 8 | 95:77(16:13, 30:23, 22:22, 27:19) | Pkt:Samy Picard, Martin Rajniak 15 Zb:Christopher Jones 9 As:Tom Schumacher 8 | "Serhedchi" Sport Olympic Centre, Baku Widzów: 2000 Sędzia: Engin Kennerman (TUR), Igor Demenkov (RUS), Sergii Tyslenko (UKR) |

| 2 września 201216:00 | Luksemburg                                                    | 67:95(18:18, 19:31, 12:24, 18:22) | Niemcy                                                                   | Centre National Sportif & Culturel d'Coque, Luksemburg Widzów: 1850 Sędzia: Gianluca Mattioli (ITA), Vincent Delestrée (BEL), Paul Den Hartog (NED) |
| 2 września 201216:00 | Pkt:Martin Rajniak 12 Zb:Martin Rajniak 4 As:Martin Rajniak 6 | 67:95(18:18, 19:31, 12:24, 18:22) | Pkt:Tibor Pleiss 17 Zb:Tibor Pleiss 11 As:Lucca Staiger, Karsten Tadda 2 | Centre National Sportif & Culturel d'Coque, Luksemburg Widzów: 1850 Sędzia: Gianluca Mattioli (ITA), Vincent Delestrée (BEL), Paul Den Hartog (NED) |

| 2 września 201218:00 | Bułgaria                                                       | 94:77(26:13, 11:18, 31:16, 26:30) | Azerbejdżan                                                 | Arena Samokov, Samokow Widzów: 1500 Sędzia: Doru Vinasi (ROU), Haris Bijedic (BIH), Vladyslav Isachenko (UKR) |
| 2 września 201218:00 | Pkt:Hristo Nikolov 26 Zb:Cedric Simmons 12 As:Chavdar Kostov 5 | 94:77(26:13, 11:18, 31:16, 26:30) | Pkt:Charles Davis 19 Zb:Charles Davis 13 As:Charles Davis 5 | Arena Samokov, Samokow Widzów: 1500 Sędzia: Doru Vinasi (ROU), Haris Bijedic (BIH), Vladyslav Isachenko (UKR) |

| 5 września 201219:15 | Niemcy                                                                        | 79:69(19:14, 23:18, 22:21, 15:16) | Bułgaria                                                                     | Maeusheckerweg Halle, Trier Widzów: 3050 Sędzia: Sreten Radovic (CRO), Ersan Kartal (TUR), Johann Jeanneau (FRA) |
| 5 września 201219:15 | Pkt:Heiko Schaffartzik, Tibor Pleiss 16 Zb:Tibor Pleiss 14 As:Karsten Tadda 5 | 79:69(19:14, 23:18, 22:21, 15:16) | Pkt:Chavdar Kostov 16 Zb:Cedric Simmons 8 As:Cedric Simmons, Filip Videnov 4 | Maeusheckerweg Halle, Trier Widzów: 3050 Sędzia: Sreten Radovic (CRO), Ersan Kartal (TUR), Johann Jeanneau (FRA) |

| 5 września 201220:00 | Azerbejdżan                                                   | 82:76(25:19, 15:20, 20:19, 22:18) | Szwecja                                                                      | "Serhedchi" Sport Olympic Centre, Baku Widzów: 2500 Sędzia: Omer Esteron (ISR), Sergiy Zashchuk (UKR), Ciprian Stoica (ROU) |
| 5 września 201220:00 | Pkt:Orhan Haciyeva 28 Zb:Orhan Haciyeva 13 As:Zaur Pashayev 6 | 82:76(25:19, 15:20, 20:19, 22:18) | Pkt:Jonas Jerebko 20 Zb:Joakim Kjellbom 13 As:Kenny Grant, Thomas Massamba 7 | "Serhedchi" Sport Olympic Centre, Baku Widzów: 2500 Sędzia: Omer Esteron (ISR), Sergiy Zashchuk (UKR), Ciprian Stoica (ROU) |

| 8 września 201217:00 | Szwecja                                                       | 86:91(26:21, 17:21, 24:22, 19:27) | Niemcy                                                              | Stadium Arena, Norrköping Widzów: 2985 Sędzia: Luigi Lamonica (ITA), Piotr Pastusiak (POL), Haydn Jones (WAL) |
| 8 września 201217:00 | Pkt:Jonas Jerebko 32 Zb:Jonas Jerebko 10 As:Thomas Massamba 7 | 86:91(26:21, 17:21, 24:22, 19:27) | Pkt:Heiko Schaffartzik 21 Zb:Tibor Pleiss 7 As:Heiko Schaffartzik 5 | Stadium Arena, Norrköping Widzów: 2985 Sędzia: Luigi Lamonica (ITA), Piotr Pastusiak (POL), Haydn Jones (WAL) |

| 8 września 201218:00 | Bułgaria                                                       | 120:95(30:21, 26:31, 23:12, 41:31) | Luksemburg                                                                                              | Arena Samokov, Samokow Widzów: 1500 Sędzia: Recep Ankarali (TUR), Chris Dodds (SCO), Dragan Kralj (BIH) |
| 8 września 201218:00 | Pkt:Chavdar Kostov 33 Zb:Nikolay Varbanov 8 As:Filip Videnov 8 | 120:95(30:21, 26:31, 23:12, 41:31) | Pkt:Samy Picard, Christopher Jones 21 Zb:Martin Rajniak, Samy Picard 6 As:Raul Birenbaum, Pitt Koster 6 | Arena Samokov, Samokow Widzów: 1500 Sędzia: Recep Ankarali (TUR), Chris Dodds (SCO), Dragan Kralj (BIH) |

| 11 września 201219:30 | Niemcy                                                      | 81:68(21:22, 22:17, 15:15, 23:14) | Azerbejdżan                                                  | EWE Arena, Oldenburg Widzów: 2227 Sędzia: Fernando Rocha (POR), Marcin Kowalski (POL), Mathieu Bayot (BEL) |
| 11 września 201219:30 | Pkt:Tim Ohlbrecht 11 Zb:Tim Ohlbrecht 11 As:Robin Benzing 6 | 81:68(21:22, 22:17, 15:15, 23:14) | Pkt:Charles Davis 25 Zb:Orhan Haciyeva 14 As:Charles Davis 5 | EWE Arena, Oldenburg Widzów: 2227 Sędzia: Fernando Rocha (POR), Marcin Kowalski (POL), Mathieu Bayot (BEL) |

| 11 września 201219:30 | Luksemburg                                                  | 68:85(18:24, 8:17, 21:22, 21:22) | Szwecja                                                        | Centre National Sportif & Culturel d'Coque, Luksemburg Widzów: 400 Sędzia: Ivo Dolinek (CZE), Paul Walton (ENG), Nicolaas Zwiep (NED) |
| 11 września 201219:30 | Pkt:Tom Schumacher 20 Zb:Pablo Genevo 7 As:Raul Birenbaum 3 | 68:85(18:24, 8:17, 21:22, 21:22) | Pkt:Joakim Kjellbom 22 Zb:Jonas Jerebko 8 As:Thomas Massamba 6 | Centre National Sportif & Culturel d'Coque, Luksemburg Widzów: 400 Sędzia: Ivo Dolinek (CZE), Paul Walton (ENG), Nicolaas Zwiep (NED) |